# Náves (seriál)
Náves je desetidílný seriál České televize z roku 2006, jenž navazuje na úspěšný seriál Náměstíčko z roku 2004.

## O seriálu
Jak už název napovídá, hlavními hrdiny jsou obyvatelé vesnice, ale s některými z nich se vydáme do děje Náměstíčka. Jedna z povídek se odehrává v rušném centru Prahy.
Seriál pojednává o všedních, ale i nevšedních starostech obyvatel vesnice Javorová. O diváckou přízeň budou usilovat Blanka Bohdanová a Alena Vránová v rolích dvou čiperných a roztomilých vesničanek, sestry Křepelkovy, kterým neunikne nic, co se v Javorové děje. Objeví se ve všech dílech, tak jako v předchozím seriálu.
Všechny postavy, co hrály v Náměstíčku, se nemohly v Návsi objevit, ale některé postavy se do něj vrátily.

## Obsazení
| Alena Vránová           | Jiřina Křepelková       |
| Blanka Bohdanová        | Blanka Křepelková       |
| Jaroslava Obermaierová  | Mráčková                |
| Jiří Schmitzer          | Pech                    |
| Josef Abrhám            | Alexandr Slavík         |
| Vlastimil Zavřel        | starosta Drobek         |
| Simona Stašová          | Pechová                 |
| Rudolf Hrušínský mladší | Plíva                   |
| Vladimír Kratina        | veterinář Jarda Hodný   |
| Veronika Žilková        | prodavačka Míla Šťastná |
| Marián Labuda           | kapelník Pepa Stehlík   |

## Seznam dílů
| Č. v seriálu | Název dílu              | Režie          | Scénář   | Datum premiéry  | Prod. kód |
| ------------ | ----------------------- | -------------- | -------- | --------------- | --------- |
| 1            | Blonďák                 | Jaroslav Hanuš | Jan Míka | 15. února 2006  | 101       |
| 2            | Druhá liga              | Jaroslav Hanuš | Jan Míka | 20. února 2006  | 102       |
| 3            | Policejní symfonie      | Jaroslav Hanuš | Jan Míka | 22. února 2006  | 103       |
| 4            | Ségry                   | Jaroslav Hanuš | Jan Míka | 27. února 2006  | 104       |
| 5            | Hráč                    | Jaroslav Hanuš | Jan Míka | 1. března 2006  | 105       |
| 6            | Nepožádáš pastýře svého | Jaroslav Hanuš | Jan Míka | 6. března 2006  | 106       |
| 7            | Třešňové květy          | Jaroslav Hanuš | Jan Míka | 8. března 2006  | 107       |
| 8            | Komedianti              | Jaroslav Hanuš | Jan Míka | 13. března 2006 | 108       |
| 9            | Šťastná to žena         | Jaroslav Hanuš | Jan Míka | 15. března 2006 | 109       |
| 10           | Poslední láska          | Jaroslav Hanuš | Jan Míka | 20. března 2006 | 110       |

## Zajímavosti
- Několik herců se během natáčení učilo řídit traktor (Matěj Hádek, Jiří Schmitzer, Marek Taclík)
- Nikola Votočková se zase učila jezdit na koni.
- Seriál se natáčel v obci Líšná, dále v Žebráku, Mladé Boleslavi, Mlečicích, Hořovicích a Kalousově mlýně u Ostrovice.[1]
- Natáčení probíhalo celkem 77 dní.